# Butorowy Wierch (ośrodek narciarski)

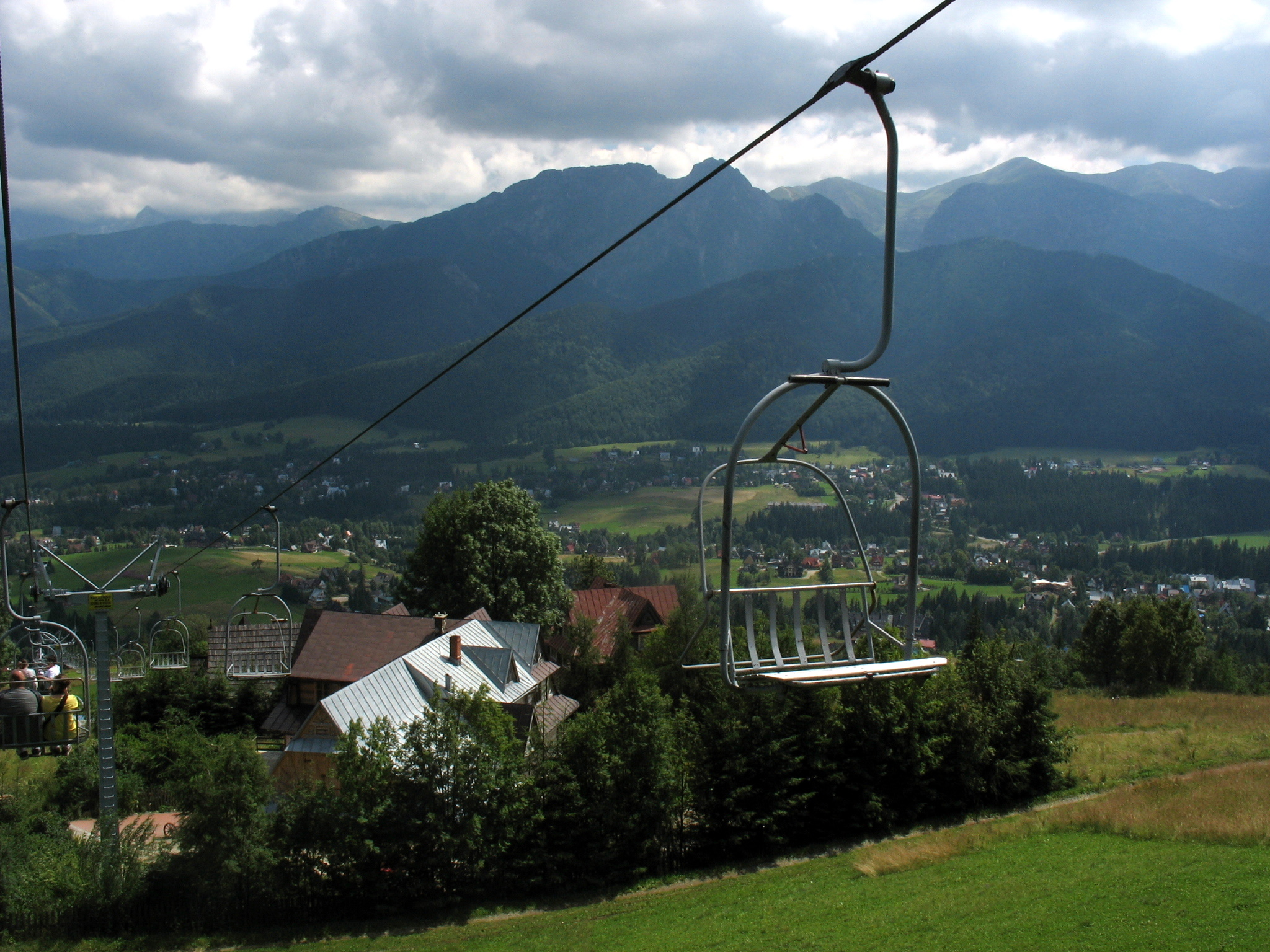
Kolej krzesełkowa „Butorowy Wierch” z widokiem na Giewont

Butorowy Wierch – dawniej ośrodek narciarski położony w Kościelisku w powiecie tatrzańskim na Pogórzu Gubałowskim na południowo-wschodnim zboczu Butorowego Wierchu (1 160 m n.p.m). Obecnie czynna w sezonie wiosna-lato kolej krzesełkowa. Dolna stacja znajduje się przy Drodze Powstańców Śląskich, prowadzącej z Zakopanego do centrum Kościeliska. Możliwy jest również dojazd do górnej stacji, z Gubałówki przez szczyt Pająkówki.

## Wyciąg i trasa
Ośrodek dysponuje koleją krzesełkową z krzesłkami 2-osobowymi, prowadzącą z Kościeliska na szczyt Butorowego Wierchu. Długość wyciągu 1619 m, czas wjazdu – 18 minut, przewyższenie – 272 m.
Trasa narciarska o długości ok. 1600 m i średnim nachyleniu 17% jest od wielu lat poprzecinana płotami postawionymi przez właścicieli gruntów, co uniemożliwia przejazd.
Kolej krzesełkowa „Butorowy Wierch” i kolej linowo-terenowa „Gubałówka”, będące własnością Polskich Kolei Linowych S.A., są objęte wspólnym systemem biletów.
Niedaleko znajdują się wyciągi orczykowe na zachodnim i południowo-zachodnim stoku Butorowego Wierchu. Wzdłuż grzbietu wyznaczone są narciarskie trasy biegowe.
PKL S.A. będący właścicielem stacji jest członkiem Stowarzyszenia Polskie stacje narciarskie i turystyczne.

## Pozostała infrastruktura
Na Butorowym Wierchu znajduje się szałas gastronomiczny i kiosk gastronomiczny.

## Historia
Kolej krzesełkowa została uruchomiona w 1978. Do 1995 był to popularny stok narciarski. PKL jest właścicielem jedynie działek w pobliżu dolnej i górnej stacji oraz kilku na trasie. Brak kompromisu między PKL a właścicielami pozostałych działek dotyczącego warunków korzystania z działek przez narciarzy doprowadził do pogrodzenia tras. Około 2000 r. wójt Kościeliska wystąpił w propozycją powołania spółki „Trasa Narciarska”, która reprezentowałaby właścicieli działek, jednak 2 właścicieli odmówiło przystąpienia do spółki.
W styczniu 2007 podpisano porozumienie między PKL, wójtem Kościeliska, spółką Pro-Ski A. Bielawa, W. Gizicki Spółka Jawna (zarejestrowaną w listopadzie 2006) reprezentującą część właścicieli działek i innymi właścicielami (w sumie jest ich ok. 130), o powstaniu jednej stacji narciarskiej na Butorowym Wierchu, składającej się z czterech wyciągów. W ramach tego porozumienia uzgodniono, że główna trasa narciarska będzie należeć do PKL i niektórzy właściciele odsprzedadzą swoje działki PKL, inni zgodzą się na wykorzystanie części ich działek na teren narciarski pod warunkiem ich przekształcenia na działki budowlane. Jednak do realizacji umowy nigdy nie doszło. Ani wójt gminy Kościelisko, Bohdan Pitoń, ani Andrzej Bielawa (właściciel Stacji Narciarskiej Małe Ciche), ani PKL nie potrafią doprowadzić do kompromisu, który byłby szansą dla gminy Kościelisko.
Na początku 2010 PKL zadeklarowała inwestycję rzędu 30 mln zł w budowę nowego ośrodka narciarskiego na Butorowym Wierchu. Porozumiała się w tej sprawie z wójtem Pitoniem. Wybudowana zostałaby nowa kolej krzesełkowa, na polanie poniżej drogi na Pająkówkę powstałyby wyciągi narciarskie, ponadto system naśnieżania i parkingi przy dolnej i górnej stacji oraz baza gastronomiczna. Rozmowy z właścicielami działek trwają.